# 火棚
火棚（Fo Pang）是一個位於香港九龍的山谷及一條已消失的村落，位於危旗山以東與何文田西南。

## 歷史
火棚位於現今九龍華仁書院及九廣鐵路路軌之間。山谷中有小溪流出油麻地，並有山中小路連接旺角及紅磡，建有農田、養豬場和數個採石場。
火棚曾建有一座客家大屋，根據1906年政府檔案處紀錄，業主謝安（Tse On）將大屋租給13家租戶，多以養豬為生，該建築物於戰前被拆卸。當時，火棚村合共約有20多戶人家。根據1911年的人口普查，火棚一帶有華人人口180人。
火棚山中小徑後被1910年建成的九廣鐵路（現稱港鐵東鐵綫）所取代，1956年該處建有衛理道。
1952年，九龍華仁書院建於危旗山北麓，火棚一帶建成多個球場至今。